# رود سرخاب
رودخانه سرخاب که به رود سرخ هم معروف می‌باشد رودی در افغانستان است که در ولایت پکتیا و ولایت ننگرهار جریان دارد و به رود کابل می‌پیوندد.

## موقعیت جغرافیایی
این رود از منطقه ازرا در شمال ولایت پاکتیا سرچشمه می‌گیرد اما بیشترین طول آن در ولایت ننگرهار است. منطقه اطراف ان نیز ولسوالی سرخ‌رود خوانده می‌شود. این رودخانه ابتدا از شمال به شرق می رود و سپس به شمال قسمت غربی کوهستان سفیدکوه رفته که در انجا آب یخ‌های ذوب شده به ان می‌ریزد. این رود در ۱۰ کیلومتری غرب جلال‌آباد به رود کابل می‌ریزد. 

## شعبه‌ها
شاخک‌های فرعی بسیاری به سرخاب می‌ریزند، بخصوص از سمت راست که برفهای سفیدکوه ذوب می‌شوند.